# エルゴード定理
数学においてエルゴード定理（エルゴードていり、英: ergodic theorem）とは、力学系における時間平均と空間平均の一致を表す定理。ジョージ・バーコフによって示された個別エルゴード定理や、フォン・ノイマンによって示された平均エルゴード定理が知られている。

## 概要

### 古典的エルゴード定理
ここでは力学における相空間を想定し、領域をn次元ユークリッド空間Rnにおける有界領域Ωとする。実際の物理系でも空間的制約や第一積分などの束縛条件により、相空間上の代表点の運動は有界領域に限られることが多い。同じ力学系で記述される相空間内の代表点の時間発展は位相流体として非圧縮性な定常流を成している。出点x =x0 ∈ Ωを選ぶと流れに沿ってi 単位時間ごと(i =0,± 1,± 2,…)の位置
{\displaystyle \dotsc ,x_{-2},x_{-1},x_{0},x_{1},x_{2},\dotsc }
が定まる。また定常という言葉は、時間の取り方に点の移動が不変すなわち{\displaystyle x_{n}={\hat {x}}}なる点において
{\displaystyle x_{n+m}={\hat {x}}_{m}=(x_{n})_{m}}
が成り立つ、つまり群の性質を有する。非圧縮性は位相体積不変を表すリウヴィルの定理を意味する。リウヴィルの定理は数学的には保測変換として記述される。すなわち可測集合A ⊂ Ωに対して、A内の点x がi 時間後に成す集合Ai={xi | x ∈ A }は可測であり,Rnのルベーグ測度μに対し
{\displaystyle \mu (A)=\mu (A_{i})}
が成り立つと表現される。
エルゴード理論ではΩ内の点列{xn}のn → ∞での振る舞いを調べることになる。例えば
Ω内の可測関数Aの定義関数
{\displaystyle \chi _{A}(x)={\begin{cases}1&x\in A\\0&x\notin A\end{cases}}}
を使って
{\displaystyle {\frac {1}{n}}\sum _{i=1}^{n}\chi _{A}(x_{i})}
を考えると、これは単位時間ごとに観測して何回A を訪れたかという平均回数になり、n → ∞としたときの
平均訪問回数 χ*(x)がどんなときに存在するかというは一つの問題となる。

### 個別エルゴード定理(G. D. Birkoff 1932)
ジョージ・バーコフは個々のx ∈ Ωについて時間平均の存在を示した
個別エルゴード定理(individual ergodic theorem)を証明した。
Ωにおいて可積分な複素数値関数ρ (x ) ∈ L1(Ω)において、ほとんどすべての出発点a.e. x =x0 ∈ Ωに対して、有限値の時間平均
{\displaystyle \rho ^{\ast }(x):=\lim _{n\to \infty }{\frac {1}{n}}\sum _{i=1}^{n}\rho (x_{i})}
が存在し、この時間平均と空間平均が次の形で一致する；
{\displaystyle \int _{\Omega }\rho ^{\ast }(x)\,dx=\int _{\Omega }\rho (x)\,dx}
またρ* (x )は初期値x のとり方に関して不変、すなわちa.e.  x ∈ Ωに対して
{\displaystyle \int _{\Omega }\rho ^{\ast }(x_{k})\,dx=\int _{\Omega }\rho (x)\,dx\qquad (k=0,\pm 1,\pm 2,\dots )}
が成り立つ。

### 平均エルゴード定理(J. von Neumann 1932)
フォン・ノイマンはL2(Ω)ノルムの意味で収束、すなわち二乗平均収束(mean converge)で時間平均が存在するという平均エルゴード定理(mean ergodic theorem)を示した。
Ωにおいて2乗可積分な複素数値関数ρ(x) ∈ L2(Ω)に対し
{\displaystyle \lim _{n\to \infty }\int _{\Omega }\left|{\frac {1}{n}}\sum _{i=1}^{n}\rho (x_{i})-\rho ^{\ast }(x)\right|^{2}\,dx=0}
すなわち
{\displaystyle \rho ^{\ast }(x)=\operatorname {s-} \lim _{n\to \infty }{\frac {1}{n}}\sum _{i=1}^{n}\rho (x_{i})}
を満たすρ*(x) ∈ L2(Ω)が存在する。
このとき、時間平均と空間平均が次の形で一致する；
{\displaystyle \int _{\Omega }\rho ^{\ast }(x)\,dx=\int _{\Omega }\rho (x)\,dx}
またρ*(x)は初期値x のとり方に関して不変、すなわちa.e.  x ∈ Ωに対して
{\displaystyle \int _{\Omega }\rho ^{\ast }(x_{k})\,dx=\int _{\Omega }\rho (x)\,dx\qquad (k=0,\pm 1,\pm 2,\dots )}
が成り立つ。

## 歴史的背景
エルゴード問題の端緒は19世紀末に溯る。統計力学の創始者であるボルツマンとギブズは、相空間Ω上での物理量F (x )の(長)時間平均
{\displaystyle \lim _{T\to \infty }{\frac {1}{T}}\int _{0}^{T}F(x_{t})\,dt}
を計算することの困難性からこれを空間平均
{\displaystyle \int _{\Omega }F(x)\,dx}
に置き換えることを考え、それを正当化するために『与えられた力学系の任意の軌道は、長時間の後に系の全ての点
を通過する』という仮説を要請した。この仮説の事をエルゴード仮説という。
しかしながらこの仮説には多くの反論が出された。第一に、力学系の軌道がペアノ曲線のように空間の全ての点を通り、
空間を埋め尽くすということはありそうもないし、第二に、エルゴード仮説を認めたとしても
{\displaystyle \lim _{T\to \infty }{\frac {1}{T}}\int _{0}^{T}F(x_{t})\,dt}
が有限の値として定まる事は自明ではない。
まず第一の反論には、ポアンカレが1899年にポアソン安定性(Poisson's stability)という標題で一つの回帰定理(recurrence theorem)を証明した。これはある種の強い条件の下で成り立つものであったが、その後もカラテオドリ等によって精緻化されていた。
第二の反論における時間平均の存在の問題は1932年にジョージ・バーコフとフォン・ノイマン及びT.Calemannによって初めて取り上げられ、これが数学理論としてのエルゴード理論の出発点となった。